# Чорна береза (фільм)
«Чорна береза» (рос. «Чёрная берёза») — радянський художній фільм, поставлений на кіностудії «Білорусьфільм» у 1977 році режисером Віталієм Четвериковим.

## Сюжет
Лейтенант Андрій Хмара після контузії в боях під Мінськом доставлений в партизанський табір. Там лікар зробила йому операцію, а в серпні 1941 року за допомогу радянському воїну її розстріляли, залишивши сина сиротою…

## У ролях
- Євген Карельських
- Наталя Бражникова
- Ірина Алфьорова
- Володимир Куляшов
- Олег Хабалов
- Джемма Фірсова
- Егле Габренайте
- Соня Тимофєєва
- Любов Малиновська
- Леонід Данчішин
- Володимир Дичковський
- Андрій Василевський
- Антоніна Бендова
- Валентин Бєлохвостик

## Творча група
- Сценарій: Самсон Поляков, Михайло Березко
- Режисер: Віталій Четвериков
- Оператор: Дмитро Зайцев
- Композитор: Олексій Муравльов